# ProBioS
ProBioS, ook Probios (Protect our Biodiversity Suriname), is een Surinaamse niet-gouvernementele stichting. Ze werd in 2009 opgericht door Erlan Sleur die bekendheid wil geven aan de afbraak van regenwoud en biodiversiteit in Suriname.
De organisatie wordt een klokkenluidersrol toegedicht.

## Thema's
ProBioS is intensief betrokken bij het publiekelijk bekend maken van misstanden in de natuur, waaronder goudwinning, kwikvergiftiging, illegale jacht op zeeschildpadden en roof van hun eieren bij het broedstrand van Braamspunt.
Medio 2020 speelde de kortstondige aanvang van de ontginning van de Cultuurtuin in Paramaribo, kort voor de regeringsafdracht door Bouterse II. ProBioS was toen betrokken met een protestdemonstratie. Die beslissing voor de ontginning was genomen door minister Mike Noersalim en werd teruggedraaid door minister Diana Pokie.
In oktober 2022 werd een olieplas op de Surinamerivier aangetroffen, waarvan ProBioS Staatsolie Maatschappij Suriname als veroorzaker aanwees. Staatsolie eiste daarop rectificatie, wat ProBioS weigerde. Staatsolie verloor het kort geding hierover in april 2023 en ging daarna in beroep.

### Goudwinning en vergiftiging door kwik en cyanide
ProBioS verzet zich onder meer tegen de schade die wordt aangericht door kwik, en sinds circa 2020 cyanide, tijdens de goudwinning in Suriname. De schade bestaat uit verontreinigingen in de bosgebieden, de binnenwateren en daarmee ook de vissen, tot en met kwikdampen in Paramaribo waar de goudkantoren zich bevinden. Doordat het in vis terechtkomt zijn ook de binnenlandbewoners vergiftigd geraakt met hoge concentraties kwik in het lichaam.
ProBioS was jarenlang sterk gekant tegen de skalians in de Surinaamse wateren, met name in de Marowijne en zijrivieren ervan en het Brokopondostuwmeer. De boosdoener is ook hier vooral het gebruik van kwik. Wettelijk worden de saklians sinds januari 2021 niet meer in de rivieren gebruikt. Volgens Erlan Sleur werd dit in praktijk nog niet meteen van kracht. In mei 2023 moesten de skalians ook afbouwen op het stuwmeer. In april 2024 zijn er geen legale skalians meer actief in Suriname, maar nog wel illegale, aldus minister Marciano Dasai.

### Legstrand van zeeschildpadden van Braamspunt
Ook komt ProBioS in actie op het strand van Braamspunt, waar zeeschildpadden van verre naartoe komen om hun eieren leggen. De organisatie ruimde het strand begin jaren 2020 op omdat afval de doorgang tot de legstranden voor de schildpadden belemmerde. Op het strand worden illegale vissers gespot die de schildpadden vangen voor consumptie in Guyana. Ook rapen stropers hun krapé-eieren. In 2024 werd een stroper bij Stolkertsijver betrapt met zevenduizend schildpadeieren. De krapé-eieren gelden voor sommigen als een delicatesse. Vanwege de toename van de eierenroof en de recidive heeft het OM in 2017 en 2023 een betere handhaving afgekondigd met veroordelingen die kunnen leiden tot gevangenisstraffen.
Daarnaast kwam de organisatie in 2017 in actie tegen de zandafgravingen bij Braamspunt die werden uitgevoerd met goedkeuring van het ministerie van Natuurlijke Hulpbronnen, terwijl die op de hoogte was van de schadelijke gevolgen voor de biodiversiteit. Het ministerie had ervoor namelijk op eigen verzoek een evaluatierapport opgevraagd bij WWF Guianas, waarin werd gewezen op de negatieve gevolgen. ProBioS startte een petitie die vierduizend maal werd ondertekend. Er werd daarnaast gedemonstreerd op het legstrand en het Onafhankelijkheidsplein en Sleur vroeg aan de procureur-generaal om de afgravingen stop te laten zetten. Minister Regilio Dodson liet de vergunningen uiteindelijk per 15 augustus 2017 vervallen.

## Invloed uit China op natuurschade in Suriname
In reactie op een artikel uit 2018 van het tijdschrift Amerikaanse National Geographic met de titel (vertaald) "Waar worden jaguars in opdracht voor illegale handel gedood" werd de jacht van jaguars in Suriname gelinkt aan de aanwezigheid van nieuwgekomen Chinezen. Omdat er in Suriname nauwelijks over gesproken werd, terwijl de illegale handel welig tierde, lanceerde ProBioS in oktober 2019 een Schandecampagne om bedreigde dieren te beschermen. Volgens World Animal Protection werden er in Suriname in de jaren 2010 jaarlijks honderd katachtigen gedood. Het bijkomende probleem dat Sleur noemde, was dat er in Suriname ongewenst een lustu (culinaire traditie) zou kunnen ontstaan, terwijl Suriname die eerder niet had gekend. Ter vergelijking noemde hij dat Surinamers in de jaren 1970 de smaak te pakken kregen van schildpadeieren, terwijl die ervoor amper gegeten werden. De jaguar is in China gewild voor consumptie en als bestanddeel in traditionele medicijnen. Van het karkas wordt bijvoorbeeld een pasta gemaakt die dient tegen gewrichtspijn en voor potentie en vitaliteit. Nietsvermoedende consumenten wordt in China voorgehouden dat het product afkomstig is van een Bengaalse tijger.
Betrokkenheid vanuit China bij natuurschandalen in Suriname kwam in de 20e eeuw vaker voor. In 2018 was er een visserijschandaal met zes hektrawlers uit China die in Surinaamse wateren voeren. Na protest en een rechtszaak vertrokken de schepen in juli 2019. Het voorval kreeg internationaal aandacht en in mei 2019 vroeg de Canadese organisatie Operations OSCAR aan ProBioS om mee te werken aan een project om illegale visserij voor de Surinaamse kust in kaart te brengen. Toen werden ook weer Chinese trawlers waargenomen, nu voor de kust terwijl ze de transponder uit hadden staan om niet op te vallen. Ook was er illegale visvangst door anderen, bijvoorbeeld door uit te varen met twee vissersboten met maar één vergunning. Vóór terugkeer werd de vangst van beide boten overgeheveld naar de boot met de vergunning.
Tijdens een discussieavond in november 2019 deed een beleidsmedewerker van Stichting voor Bosbeheer en Bostoezicht (SBB) de oproep om Chinezen niet te criminaliseren. "Er zijn tal van andere gemeenschappen in het bos, maar steeds als het gaat over iets negatiefs binnen ons milieu, worden de Chinezen gezien als de grote boosdoeners." Sleur van ProBioS reageerde dat hij genoeg voorbeelden zou kennen van export van hout naar China die aan boord geladen wordt zonder dat er Surinaamse douane aan te pas komt. Sleur legde een maand eerder de link met de miljardenschuld van Suriname bij China, waardoor concessies gevraagd werden. Ook schenkingen zouden niet voor niets zijn. Volgens Sleur verwacht China er altijd iets voor terug, zoals havens, wateren en bossen. De overstap van kwik naar cyanide is volgens ProBioS ook veroorzaakt door nieuwgekomen Chinezen in de Surinaamse goudwinning. In 2023 was cyanide bij de goudwinning nog steeds een onopgelost thema.